# Geschichtsforschung in Hamburg
Geschichtsforschung in Hamburg gibt einen Überblick über die Hamburger Institutionen und Einzelpersonen, welche daran gearbeitet haben beziehungsweise arbeiten (Stand: 2021), regionale, nationale und internationale Vergangenheit zu erforschen und ihre Ergebnisse einer interessierten Öffentlichkeit nahe zu bringen.
Berücksichtigt werden sowohl staatliche Institutionen wie Hochschulen, Forschungsinstitute oder Museen als auch nicht staatliche Einrichtungen; zum Beispiel Geschichts- und Heimatvereine, Geschichtswerkstätten oder Privatmuseen sowie Einzelpersonen und -initiativen, die mit historischer Forschung aus Hamburg in die Öffentlichkeit hineinwirkten beziehungsweise -wirken.

## Staatliche Institutionen

### Hochschulen

#### Helmut-Schmidt-Universität
An der Helmut-Schmidt-Universität erforscht die
- Fakultät für Geistes- und Sozialwissenschaften, Fachgruppe: Geschichtswissenschaft,

die Vergangenheit.

#### Technische Universität Hamburg
Die Vergangenheit wird auch an der Technischen Universität Hamburg erforscht; nämlich am
- Institut Humanities.

#### Universität Hamburg
An der Universität Hamburg erforschen nachstehende Einrichtungen die Vergangenheit: 
- Arbeitsstelle für Universitätsgeschichte

- Fakultät für Geisteswissenschaften, Fachbereich Evangelische Theologie: Institut für Kirchen- und Dogmengeschichte

- Fakultät für Mathematik, Informatik und Naturwissenschaften, Nebenfach: Geschichte der Naturwissenschaften

- Forschungsstelle Hamburgs (post-)koloniales Erbe

- Historisches Seminar

- Institut für Geschichte und Ethik der Medizin am Universitätsklinikum Hamburg-Eppendorf

- Medizinhistorisches Museum Hamburg.

### Forschungsinstitute
In der Hansestadt Hamburg erforschen des Weiteren die Vergangenheit die
- Forschungsstelle für Zeitgeschichte in Hamburg.

und das
- Institut für die Geschichte der deutschen Juden.

Die der Behörde für Schule und Berufsbildung zugeordnete Landeszentrale für politische Bildung Hamburg und das Institut für die Geschichte der deutschen Juden initiierten gemeinsam das Projekt Stolpersteine.

### KZ-Gedenkstätte Neuengamme
Forschungsvorhaben zur Geschichte des KZ Neuengamme und der Außenlager anzuregen und zu publizieren, gehört zum Aufgabengebiet der KZ-Gedenkstätte Neuengamme.  

### Museen

#### Museum für Hamburgische Geschichte
Zu den Museen, welche im historischen Bereich angesiedelte Forschungsvorhaben durchführen, zählt das Museum für Hamburgische Geschichte.

## Nicht staatliche Institutionen

### Hamburger Institut für Sozialforschung
Auch das Hamburger Institut für Sozialforschung ist eine geschichtliche Forschungseinrichtung in Hamburg; jedoch nicht in staatlicher Trägerschaft, sondern in nicht staatlicher.

### Geschichts- und Heimatvereine, Geschichtswerkstätten sowie Privatmuseen
Aufgabe des im 19. Jahrhundert gegründeten Vereins für Hamburgische Geschichte ist es, hamburgische Geschichte zu erforschen und zu vermitteln. Größtenteils ehrenamtlich erforschen die Mitarbeiter der mehr als 20 Hamburger Geschichtswerkstätten Hamburgs Geschichte von unten.

#### Hamburger Genossenschaftsmuseum
Die Heinrich-Kaufmann-Stiftung fördert ideell und finanziell Forschungsarbeiten, die dem Genossenschaftswesen dienen. Die Stiftung ist Trägerin des Hamburger Genossenschaftsmuseums.

## Einzelpersonen und -initiativen
Beiträge zur Geschichtsforschung in Hamburg leisteten/leisten außer den in den einzelnen Artikeln zu staatlichen sowie nicht staatlichen Institutionen Genannten des Weiteren:
- Rita Bake
- Rudolph Ballheimer
- Ernst Finder
- Helmuth Fricke
- Wilhelm Füßlein
- Johann Gustav Gallois
- Kurt Grobecker
- Friedrich Hammer
- Alex Heskel
- August Holler
- Fritz Lachmund
- Peter Lambeck
- Johann Martin Lappenberg
- Heinrich Laufenberg
- Reiner Lehberger
- Wilhelm Mohr
- Reinhold Pabel
- Ernst Reinstorf
- Karl Heinz Roth
- Matthias Schmoock
- Theodor Schrader
- Friedrich Sparmann
- Hendrik van den Bussche
- Michael Wunder.

### Projektgruppe für die vergessenen Opfer des NS-Regimes in Hamburg e. V.
Ein Schwerpunkt der 1983 gegründeten Projektgruppe für die vergessenen Opfer des NS-Regimes in Hamburg e. V. ist es, Forschungsarbeiten zu initiieren und öffentlich zu machen, die sich denjenigen Opfern des NS-Regimes widmen, welche von der öffentlichen und rechtlichen Anerkennung ausgeschlossen waren/sind. Ausstellungen und Publikationen dokumentieren die geschichtliche Forschungstätigkeit der Gruppe.